# Биљана Беличанец Алексић
Биљана Беличанец Алексић (мкд. Билјана Беличанец Алексиќ; Скопље, 25. јул 1973 — Скопље, 6. април 2019) била је македонска телевизијска, филмска, позоришна и гласовна глумица и политичарка. У периоду од 2013. до 2017. године била је на функцији градоначелника општине Кисела Вода.

## Биографија
Биљана Беличанец Алексић рођена је 25. јула 1973. године у Скопљу, СФР Југославија, као ћерка спикера и водитеља Симона Беличанеца. Глуму је дипломирала 1994. на Факултету драмских уметности у Скопљу, као најмлађа глумица. Исте године се запослила у народном позоришту „Војдан Чернодрински” у Прилепу, где је играла претежно главне улоге за које добијала признања и награде. Од 1997. играла је у Скопском драмском позоришту. Одиграла је бројне главне и споредне улоге у позоришту и на телевизији и филму. Била је препознатљива по улози Туфи у дечјој емисији „Здраво генијалци” и позајмљивању гласа султанији Хурем у македонској синхронизацији турске серије Сулејман Величанствени. Такође је учествовала и у неколико синхронизација цртаних филмова и серија на српски језик у студију Кларион, за канал Minimax. Бавила се и политиком. У периоду од 2013. до 2017. године, као кадар партије ВМРО-ДПМНЕ, била је на функцији градоначелника општине Кисела Вода. Удавала се двапут, први пут за стоматолога из Скопља, са којим је имала двоје деце, сина и ћерку, а након развода, удала се за редитеља Сашу Миленковског. Извршила је самоубиство 6. априла 2019. године. Дом културе у Киселој Води данас носи њено име.

## Филмографија
| Год.       | Назив                                                                    | Улога       |
| ---------- | ------------------------------------------------------------------------ | ----------- |
| 1992—2000. | Македонски народни приказни                                              |             |
| 1994.      | Сон предизвикан од летот на пчела околу една калинка секунда пред будење |             |
| 1995.      | Во светот на бајките                                                     |             |
| 1998.      | Денес, утре                                                              | Курва       |
| 2000.      | Мајка Тереза                                                             |             |
| 2000.      | Погрешно време                                                           | Верче       |
| 2005.      | Обични лугје                                                             |             |
| 2007.      | Сенке                                                                    |             |
| 2010.      | Мајке                                                                    | Продавачица |
| 2010—2011. | Од денес за утре                                                         | Цветанка    |
| 2017.      | Фамилијата Марковски                                                     |             |
| 2019.      | Врба                                                                     |             |

## Улоге у позоришту
Издвојене улоге у позоришту:
- Маргарет Флаерти (Заводникот од западниот свет, 1997)
- Сузана (Свадбата на Фигаро, 1998)
- Софија Јегоровна (Платонов, 1999)
- Клариса де Бисоњози (Арлекин — слуга на двајца господари, 1999)
- Кинегонда/ Газдарица јавне куће (Кандид во земјата на чудата, 2000)
- Ерика Брукнер (Мефисто, 2000);
- Маре (Тетовирани души, 2001);
- Мувата Зунзарка (Како се станува цар, 2003)
- Дона Естрела (Што е тоа што ги тера жените навечер да трчаат по улиците на Мадрид, 2004)
- Наталија Ивановна (Три сестри, 2004)
- Ангустија (Домот на Бернарда Алба, 2004)
- Хелен (Жив чоек/Everyman, 2004)
- Старица (Демонот од Дебар Маало, 2006)
- Донка (Македонски рулет, 2007)
- Ана (Комшилук наопаку, 2007)
- Велика (Сите лица на Петре М. Андреевски, 2008)
- Кинегонда / Малечката / Службеничката (Кинегонда во Карлаленд, 2009)
- Цвета (Грев или шприцер, 2011)
- Сара (Генетика на кучињата, 2012)
- Ифигенија од Македонија (Архелаос или Еврипид се враќа дома, 2012)
- Македонка (Последните Македонци, 2012)
- Ема (Љубовници, 2015)

## Улоге у српским синхронизацијама
| Година | Назив                                     | Улога                     |
| ------ | ----------------------------------------- | ------------------------- |
| 20??   | Вилењаци                                  | Старкрос, принцеза Бриџит |
| 20??   | Емили Џоли                                | Нојица                    |
| 20??   | Рори — тркачки ауто (Кларион)             | Рори, Сиси                |
| 2008.  | Ратник Кишна Кап                          | Џин Хоу, Нива             |
| 2008.  | Барби и дијамантски дворац (Кларион)      | Лидија (певање), Мелоди   |
| 2008.  | Барби као принцеза и просјакиња (Кларион) | Серафина, Мадам Карп      |
| 2010.  | Барби у модној бајци (Кларион)            | Жаклин, Грејс             |
| 2013.  | Шумковићи                                 |                           |

## Награде
- Награда Трајко Чоревски за најбољег младог глумца за улогу Медеје у представи „Медеја” на Македонском позоришном фестивалу „Војдан Чернодрински” (Прилеп, 1996)
- Награда за најбољег младог глумца на Фестивалу Малих и експерименталних сцена (МЕСС), за улогу Ерике Брукнер у представи „Мефисто“ (Сарајево, 2000)
- Награда за најбоље глумачко остварење за улогу Кинегонде у представи „Кинегонда во Карлаленд” на фестивалу „Војдан Чернодрински” (Прилеп, 2009)
- Награда за најбоље глумачко остварење за улогу Саре у представи „Генетика на кучињата” на фестивалу „Војдан Чернодрински” (Прилеп, 2012)[3]
- Награда за глумачко остварење за улогу госпође Мартин у представи „Ћелава певачица”
- Награда „13. новембар” града Прилепа за лично учешће и допринос култури
- Признање „Мајка Тереза” (2012)[10]